# Morchella tridentina
Morchella tridentina (Giacomo Bresadola, 1892), sin. Morchella frustrata (Michael Kuo, 2012), din familia Morchellaceae și genul Morchella este o ciupercă de tip Ascomycota,  fiind comestibilă și foarte delicată. Buretele este denumit în popor zbârciog de grădină. El este, crescând în grupuri mici sau solitar, în mod predominant locuitor de sol saprofit, dar studii au arătat că este și o specie cu caracteristici de simbiont micoriza (formează micorize pe rădăcinile arborilor), aplicând ambele roluri în diferite stadii ale dezvoltării sale. Specia se poate găsi în România, Basarabia și Bucovina de Nord prin grădini, curți, de-a lungul străzilor pe straturi de flori sau la marginea drumuri și prin luminișuri în păduri de foioase deja de la sfârșitul lui martie până la începutul lui iunie.

## Taxonomie

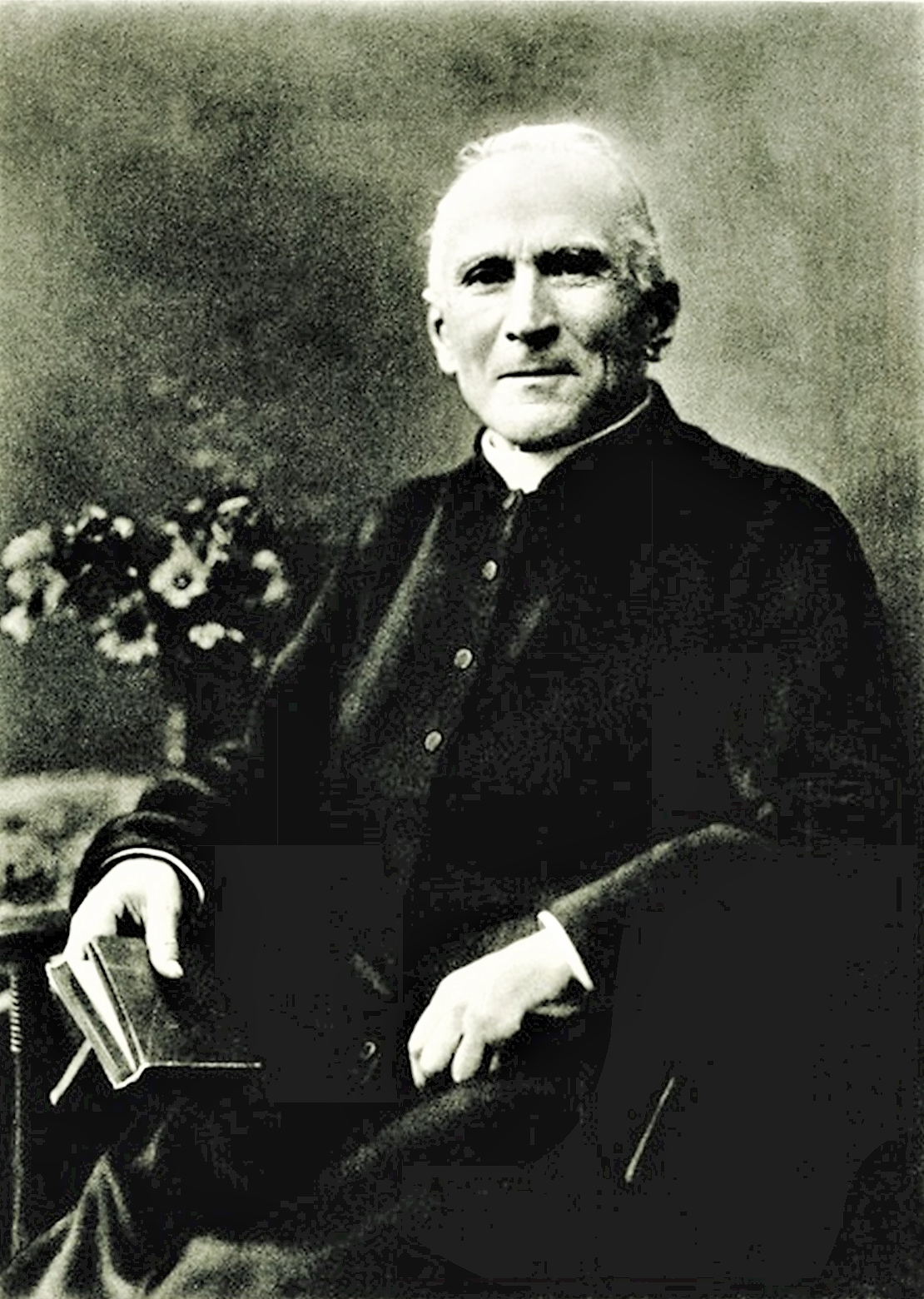
G. Bresadola

Genul Morchella a fost și este sursa de considerabile controverse taxonomice de-a lungul anilor, mai ales în ceea ce privește numărul de specii implicate. El se află în prezent în centrul de studii extinse filogenetice, biogeografice, taxonomice și nomenclaturale, cu privire și la această ciupercă.
Morchella tridentina a fost descrisă pentru prima dată de renumitul micolog italian Giacomo Bresadola în volumul 2 al lucrării sale Fungi tridentini novi vel nondum delineati et iconibus illustrati (scrisă în limba latină) din 1892. După acea, ciuperca a fost descrisă de către alți trei autori sub alt nume și ca o specie separată. Primul a fost biologul francez Émile Boudier care a descris-o în Bulletin de la Société mycologique de France din 1897 ca Morchella hortensis. Această specie a fost până acum scurt timp declarată subspecie a soiului Morchella elata. Peste o jumătate de secol mai târziu, în 1952, micologii cehi Miroslav Smotlacha și Miroslav Kolařík au găsit acești zbârciogi în apropiere de Praga, numindu-i Morchella pragensis. Ambele soiuri însă pare să fie identice cu Morchella tridentina, cum confirmă jurnalul Asociației Cehe de Micologie (Česká myckologická společnost).
În sfârșit, micologul american Michael Kuo a descris o nouă specie găsită în SUA ca Morchella frustrata într-o publicație din 2012, rezultând din proiectul Morel Data Collection, determinând în plus denumirea lui Bresadola sinonim. În două studii ulterioare, Franck Richard și coautorii săi (2014) precum Michael Loizides cu colaboratori lui (2015) au folosit analiza ADN-ului pentru a determina, că această specie este identică cu Morchella tridentina. Corespondând descrierii inițiale a Morchella tridentina prin Bresadola, acest taxon mai vechi are prin urmare prioritate față de Morchella frustrata, restituind vechiul nume binomial, atestat și de Index fungorum (vezi sus).

## Descriere

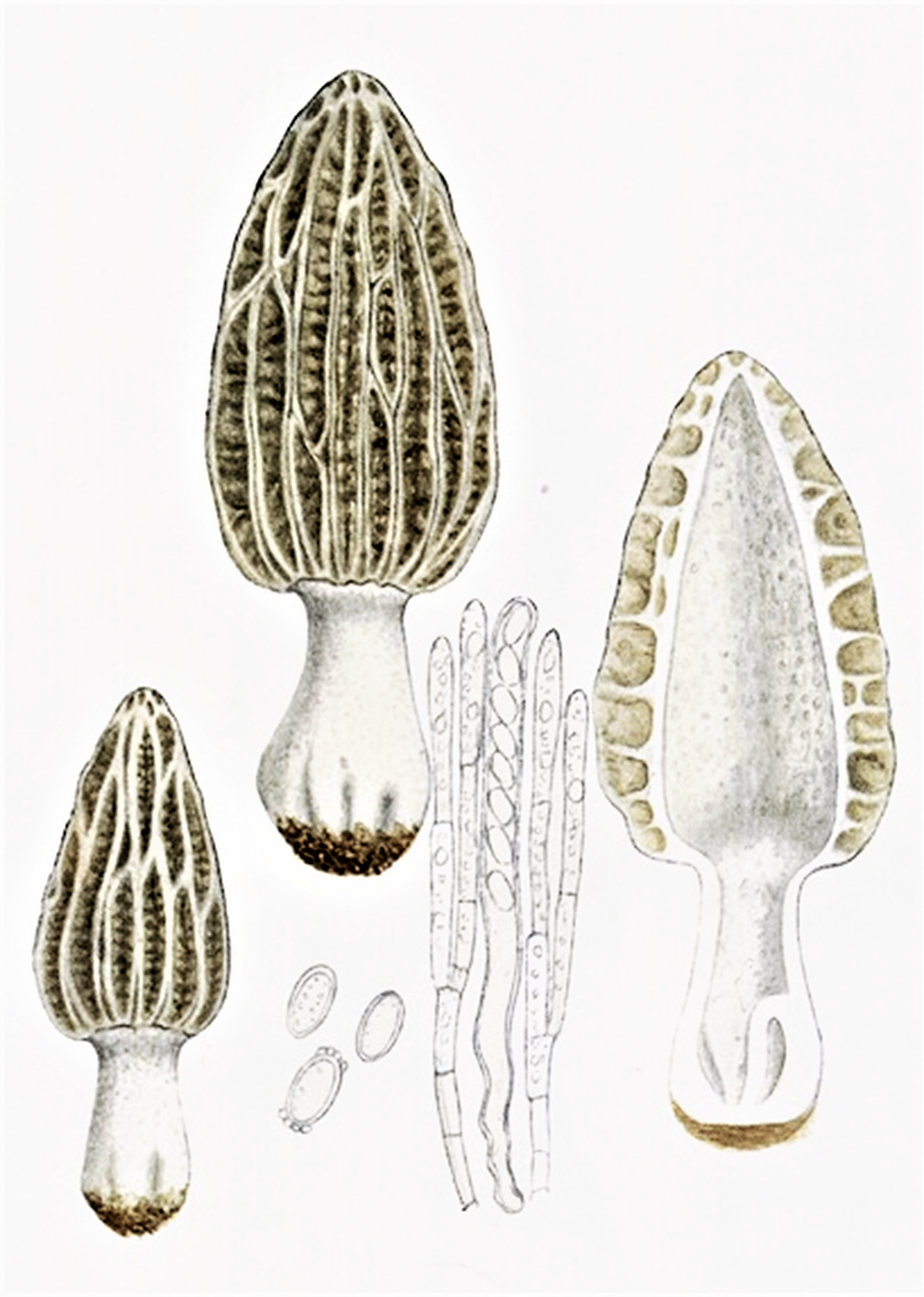
Bres.: M. tridentina

Sub numele românesc de „zbârciog” se tratează aproape mereu patru mari genuri de ciuperci: Gyromitra, Helvella, Morchella și Verpa. Între primele două se găsesc specii otrăvitoare pe când cele două din urmă sunt comestibile. Cu toate că cele patru genuri sunt goale pe interior, ele pot fi deosebite destul de ușor: Morchella și Verpa sunt unicamerale, pe când Gyromitra și Helvella sunt multicamerale, prezentând o încrengătură de goluri în interiorul lor.
- Corpul fructifer: are în total o înălțime de 9-12 (20) cm, pălăria având una de 4-6 cm și un diametru de 4-6 (10) cm, fiind țuguiată sau conic aplatizată, ovală sau ușor rotundă. Are o  suprafață zbârcită de niște riduri longitudinale, unite de riduri scurte transversal, învăluind alveole neregulate și unghiulare. Coloritul variază între albicios spre gri-murdar până la pal-gălbui în tinerețe, devenind mai târziu palid-cafeniu spre cafeniu-roz până maroniu. Muchiile ridurilor sunt mereu de culoare mai deschisă iar cavele între ele de culoare mai închisă, chiar negricioase la bătrânețe. Acest contrast caracterizează specia.
- Piciorul: are o lungime de 3-10 cm și o grosime de 1,5-3,5 cm și o suprafață încrețită cu solzișori, format neregulat și spre bază îngroșat, prezentând o cavitate unicamerală ce unește pălăria cu piciorul. Culoarea lui este albă.
- Carnea: este albicioasă, fragilă și un pic pieloasă cu gust savuros și miros aromat ca de pământ sau de ciupercă, dar mai slab decât la alți zbârciogi. S-au găsit deja exemplare cu o lungime totală de 20 cm. Ca toate speciile ale genului buretele nu se decolorează sub adăugare de reactivi chimici.
- Caracteristici microscopice: are spori elipsoidali, netezi, hialini (translucizi), fără picătură de ulei și au o mărime de 20-26 x 12-18 microni, fiind colorați crem deschis.
- Reacții chimice: nu sunt cunoscute.[3][4]

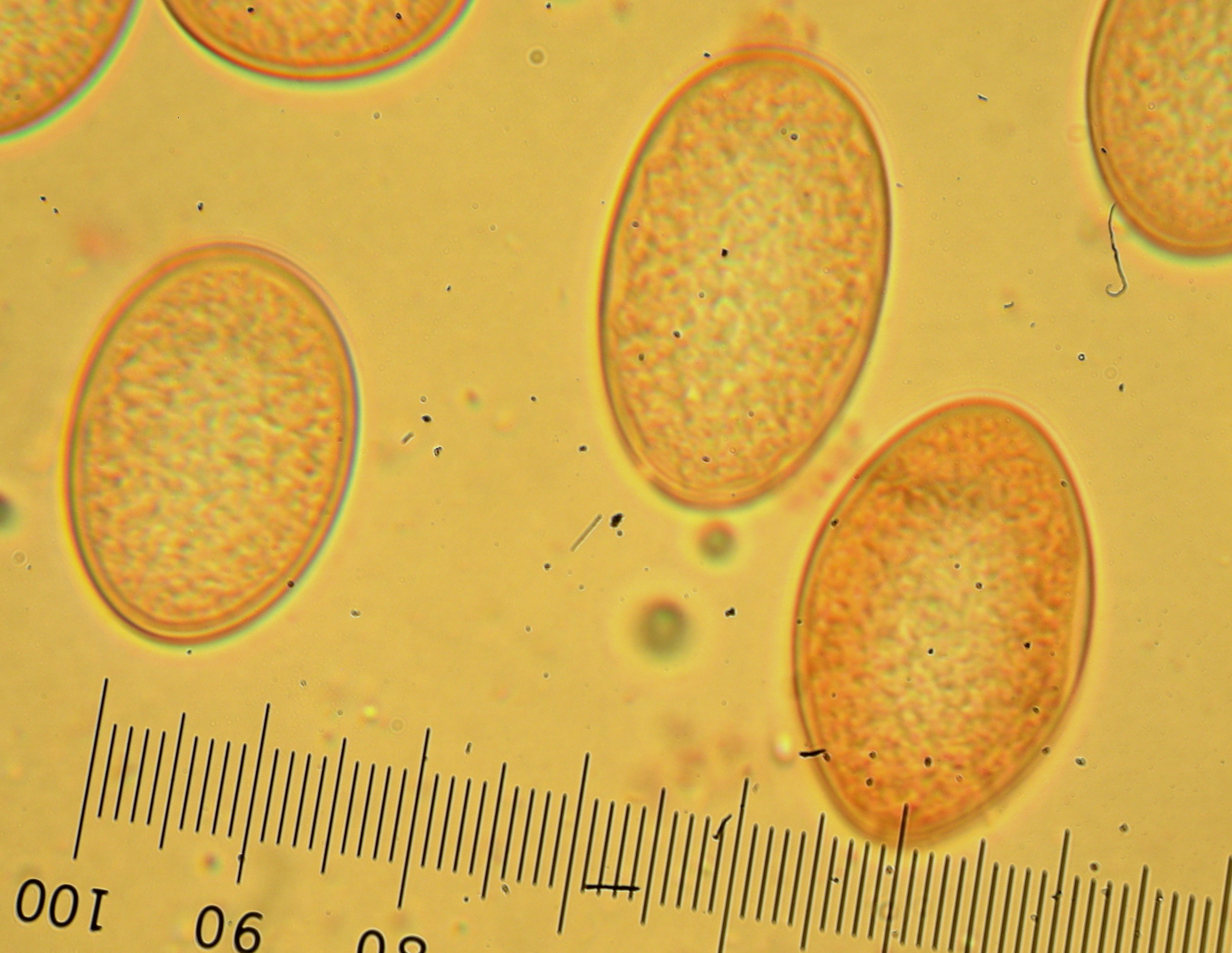
M. tridentina, spori
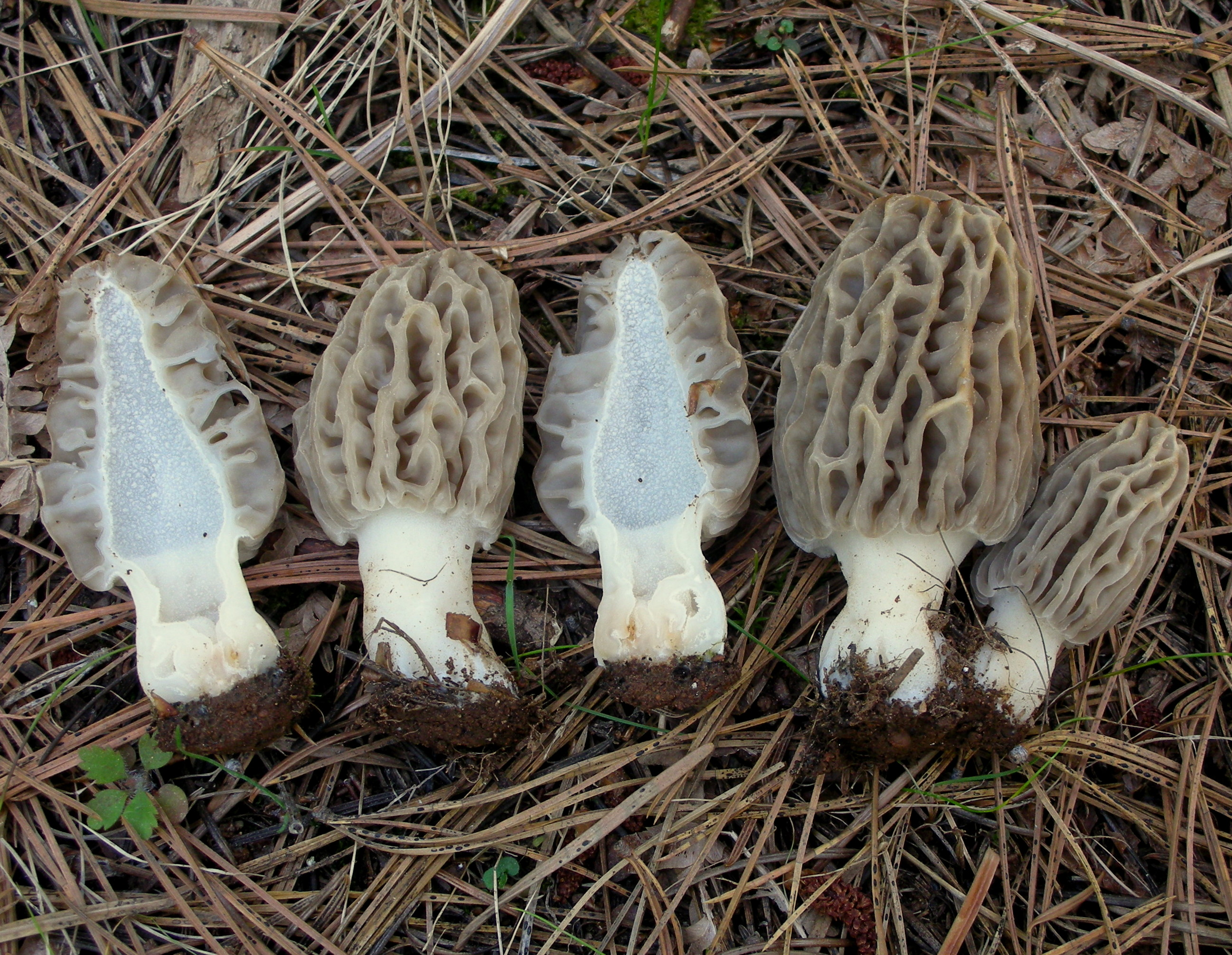
M. tridentina, secțiune longitudinală
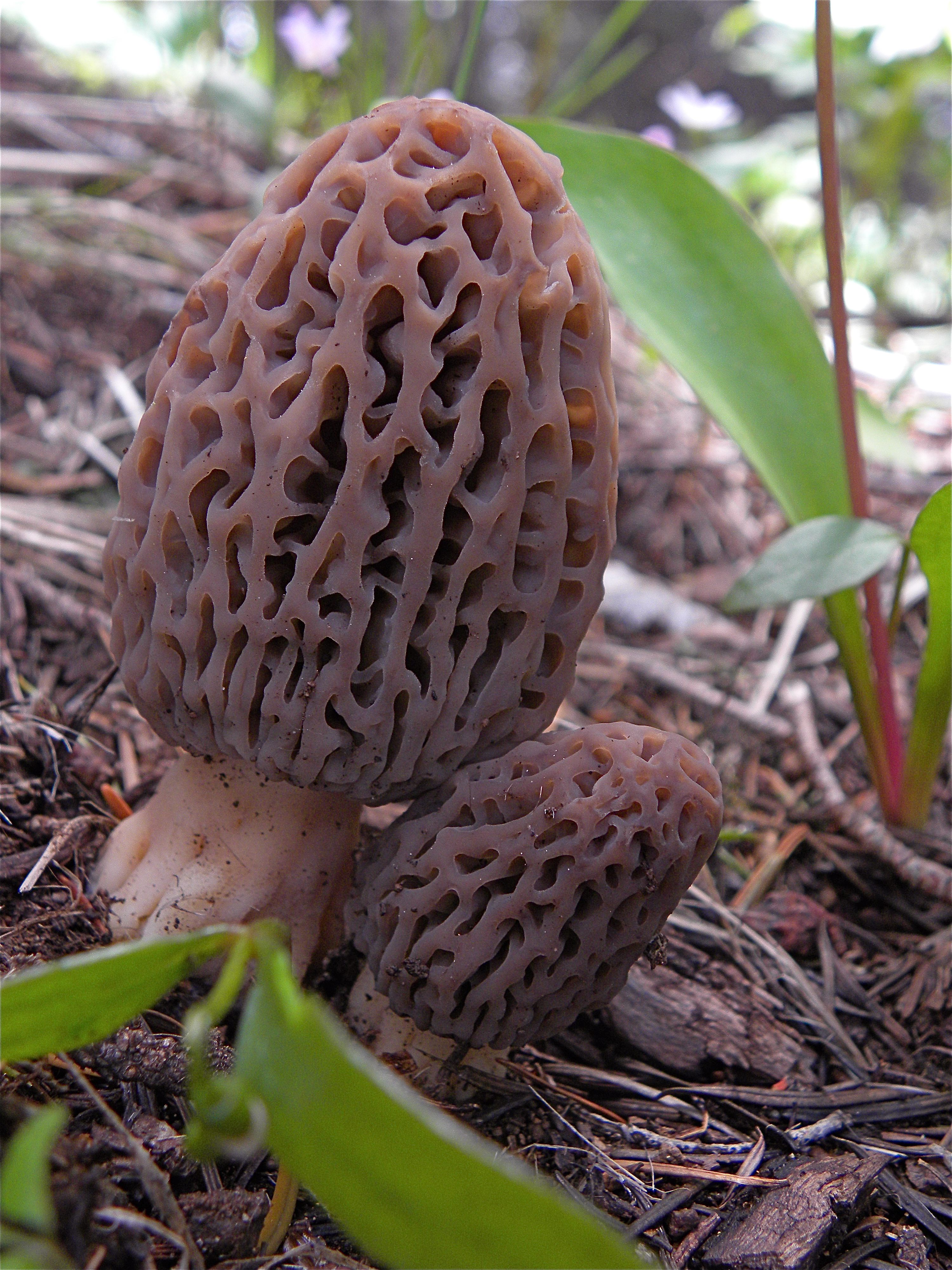
M. tridentina tânără
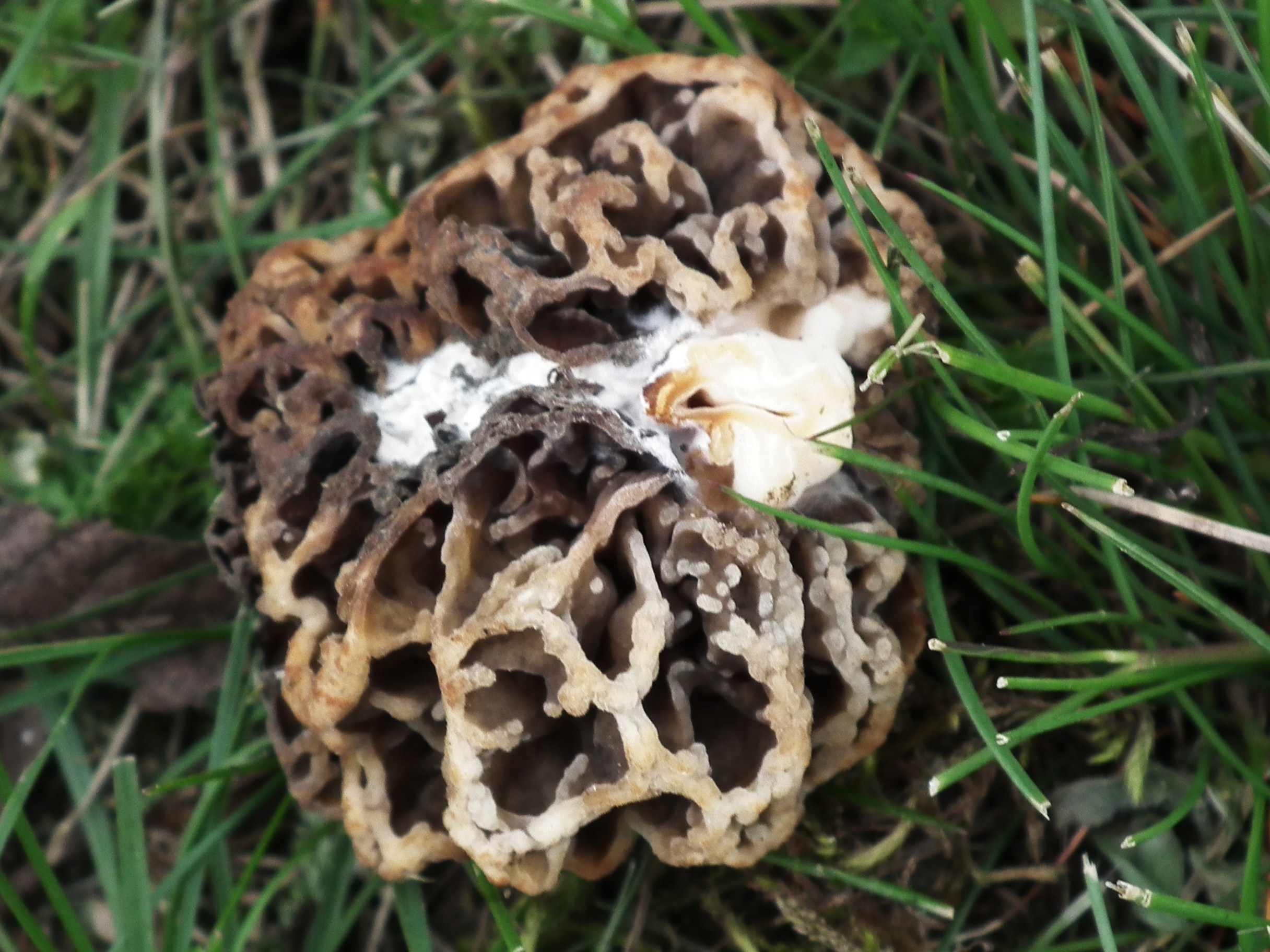
M. tridentina bătrână

## Confuzii
Morchella tridentina poate fi confundată ușor cu alte soiuri de genul Morchella, cu toate comestibile, ca de exemplu cu Morchella conica, Morchella costata, Morchella crassipes, Morchella deliciosa, Morchella elata, Morchella elatoides Jacquet, Morchella eximia,  Morchella punctipes, Morchella spongiola, Morchella steppicola sau Morchella vulgaris.
Pentru un începător, confundarea cu buretele posibil mortal Gyromitra esculenta (zbârciogul gras), cu totul că speciile se deosebesc destul de clar, ar putea să se dezvolte fatal.

## Ciuperci asemănătoare

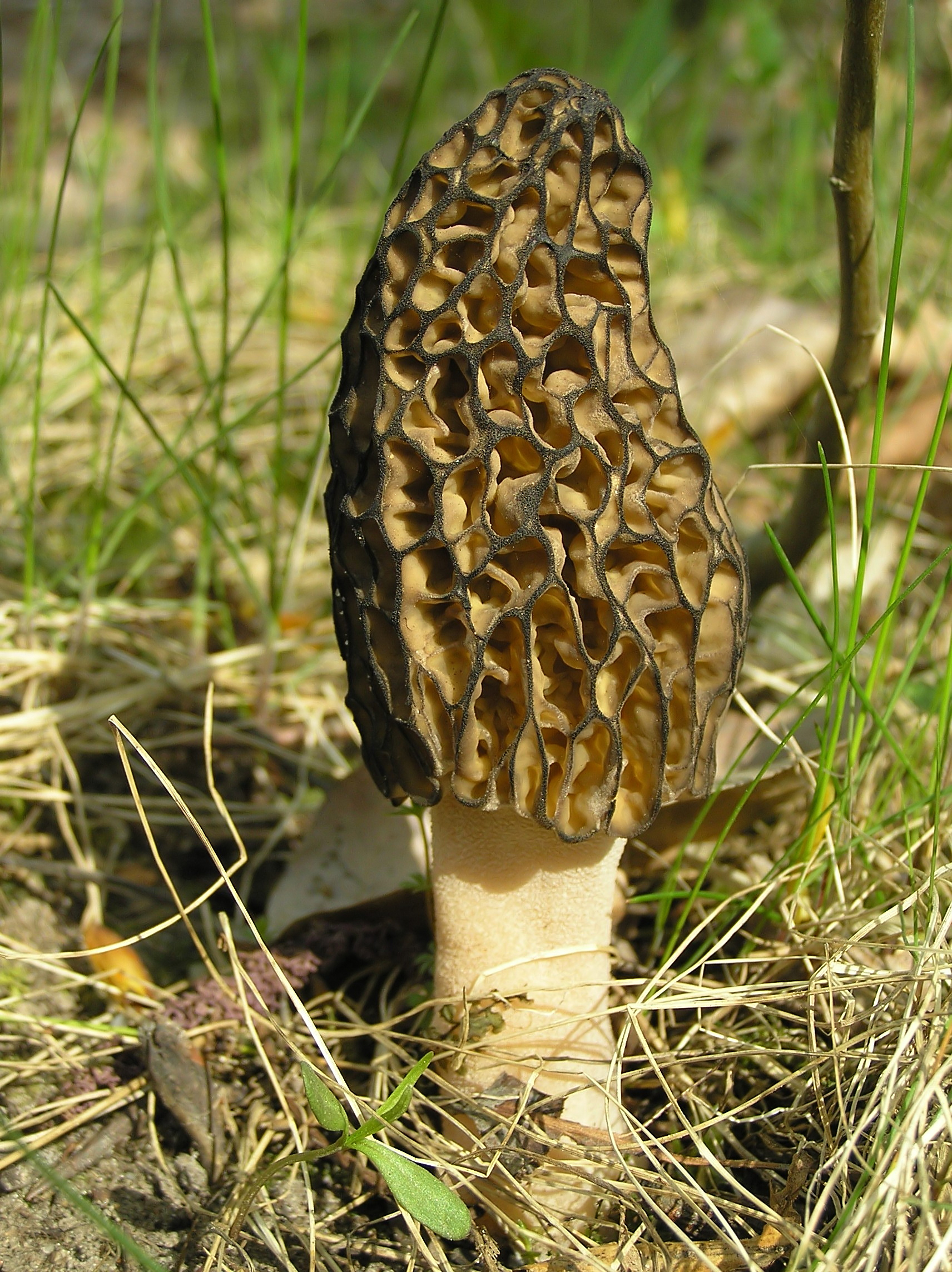
Morchella conica
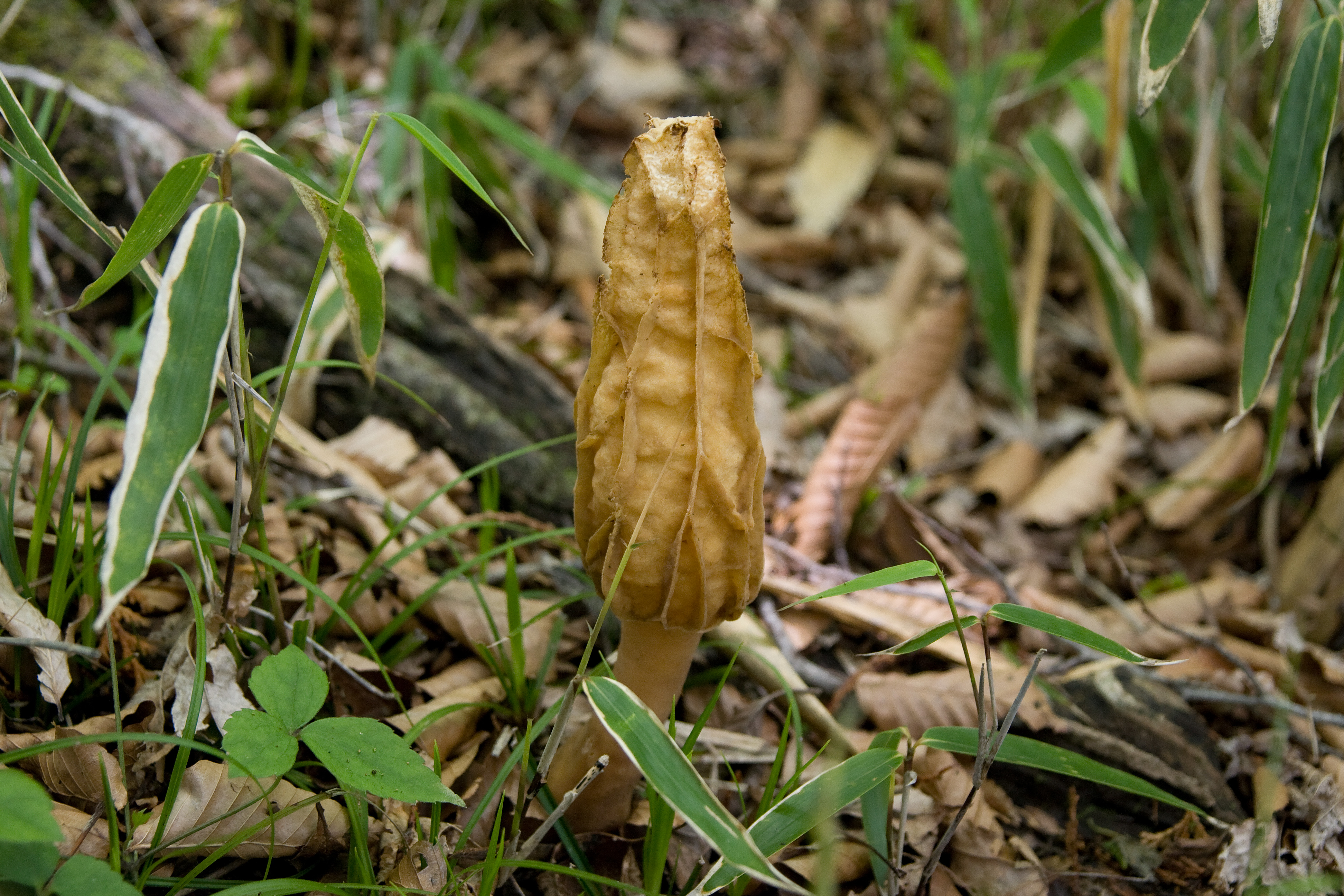
Morchella costata
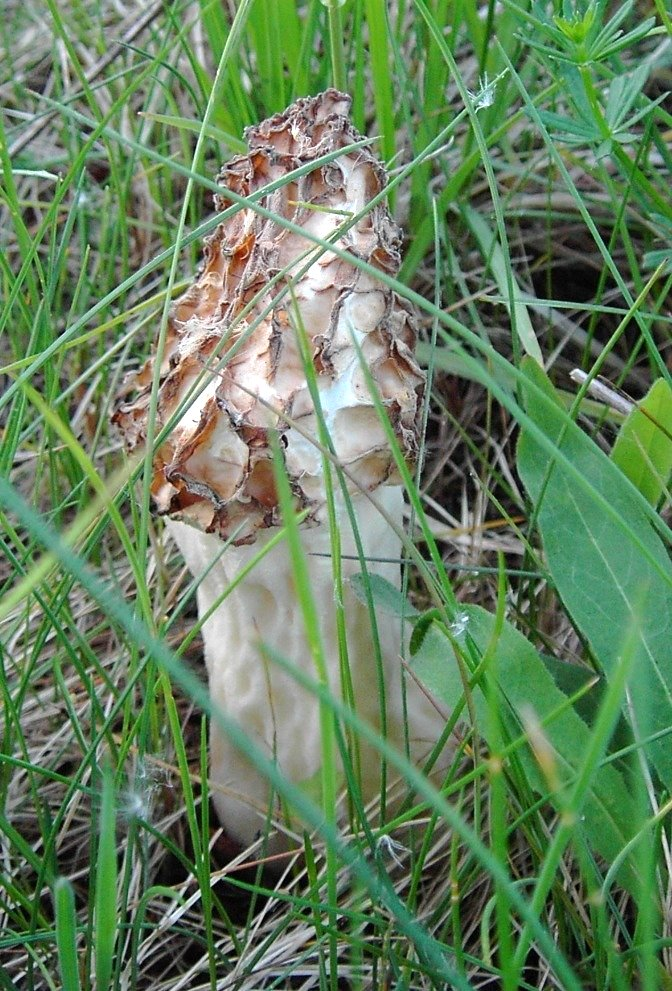
Morchella crassipes
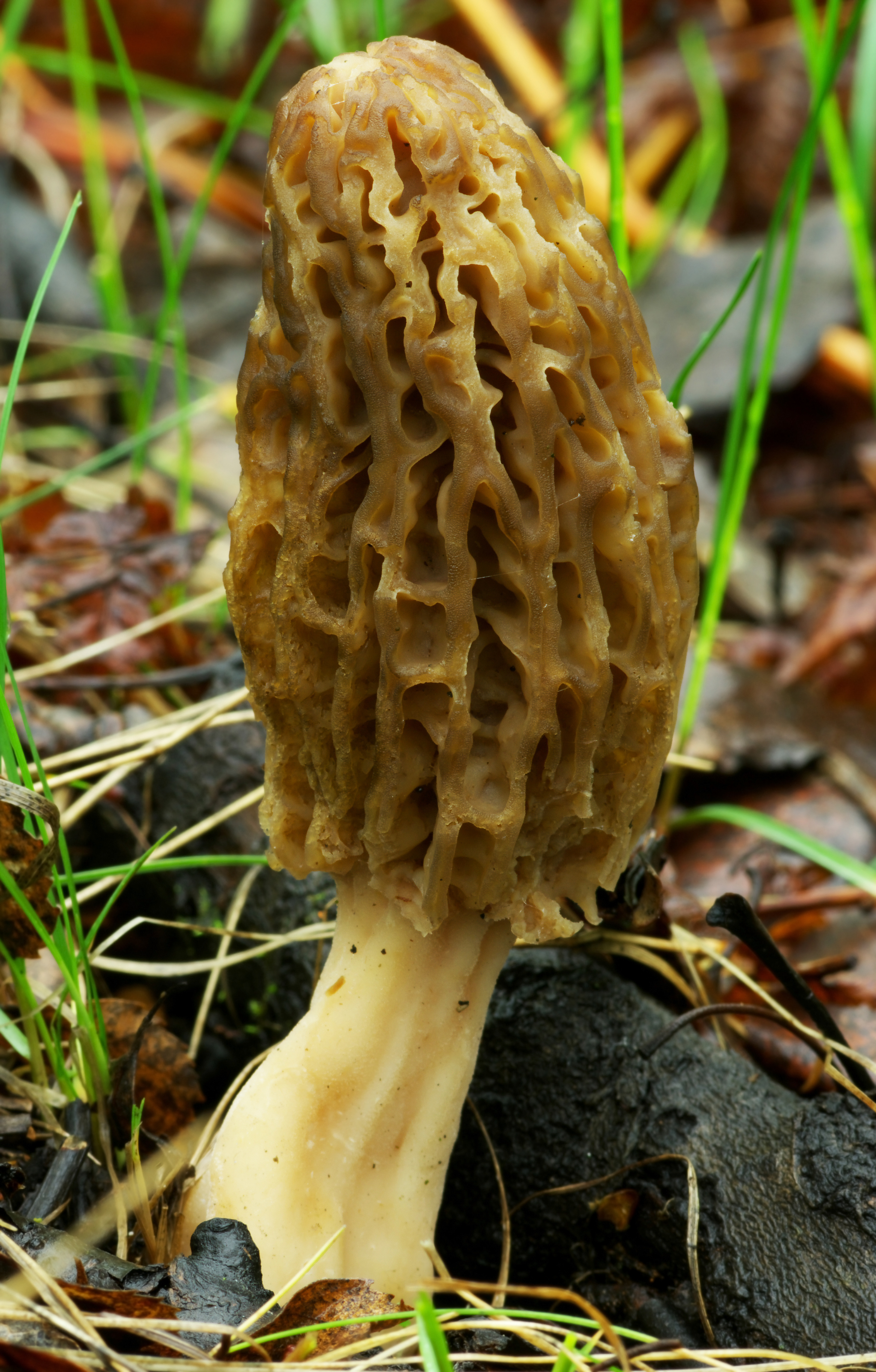
Morchella deliciosa
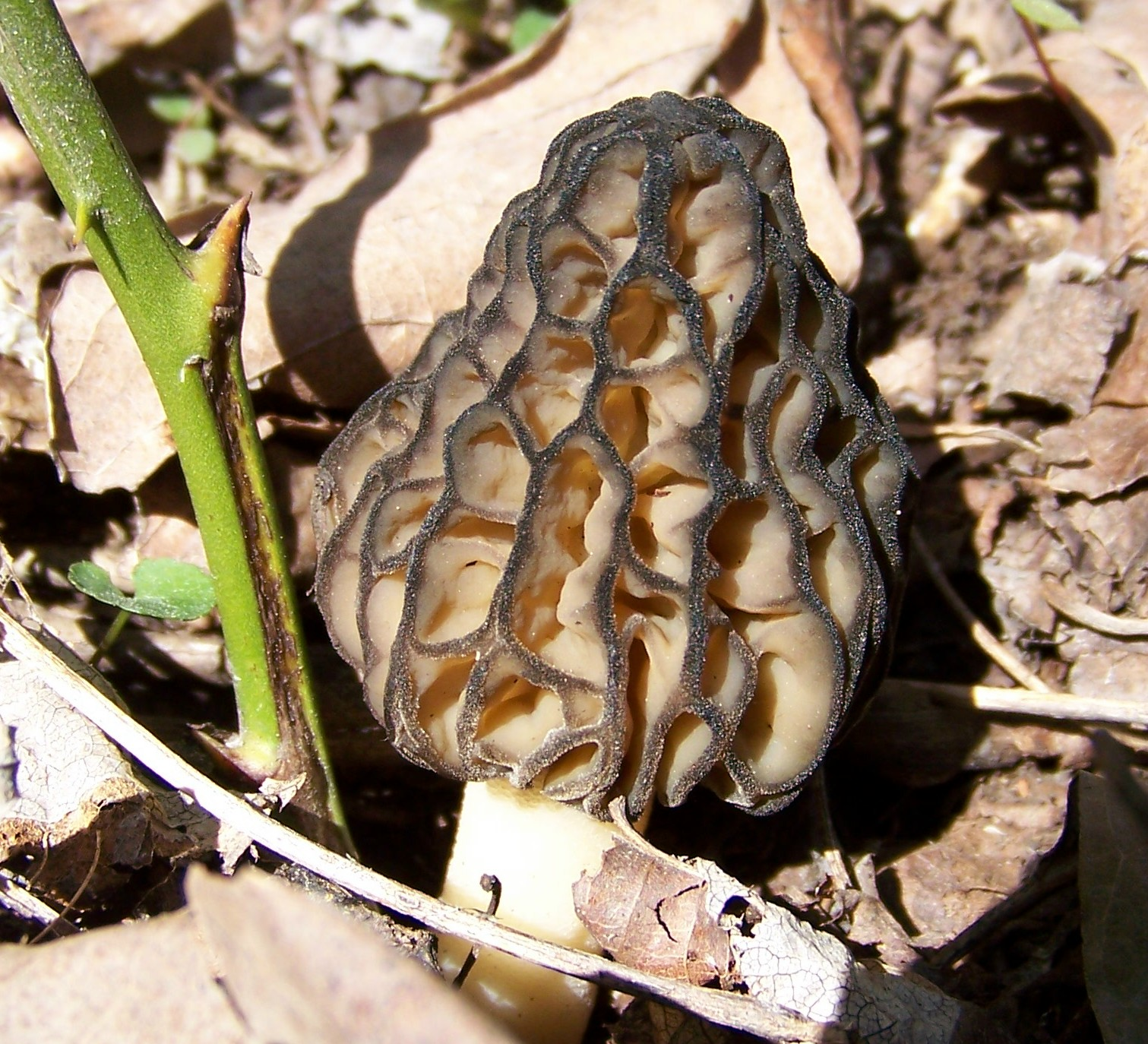
Morchella elata

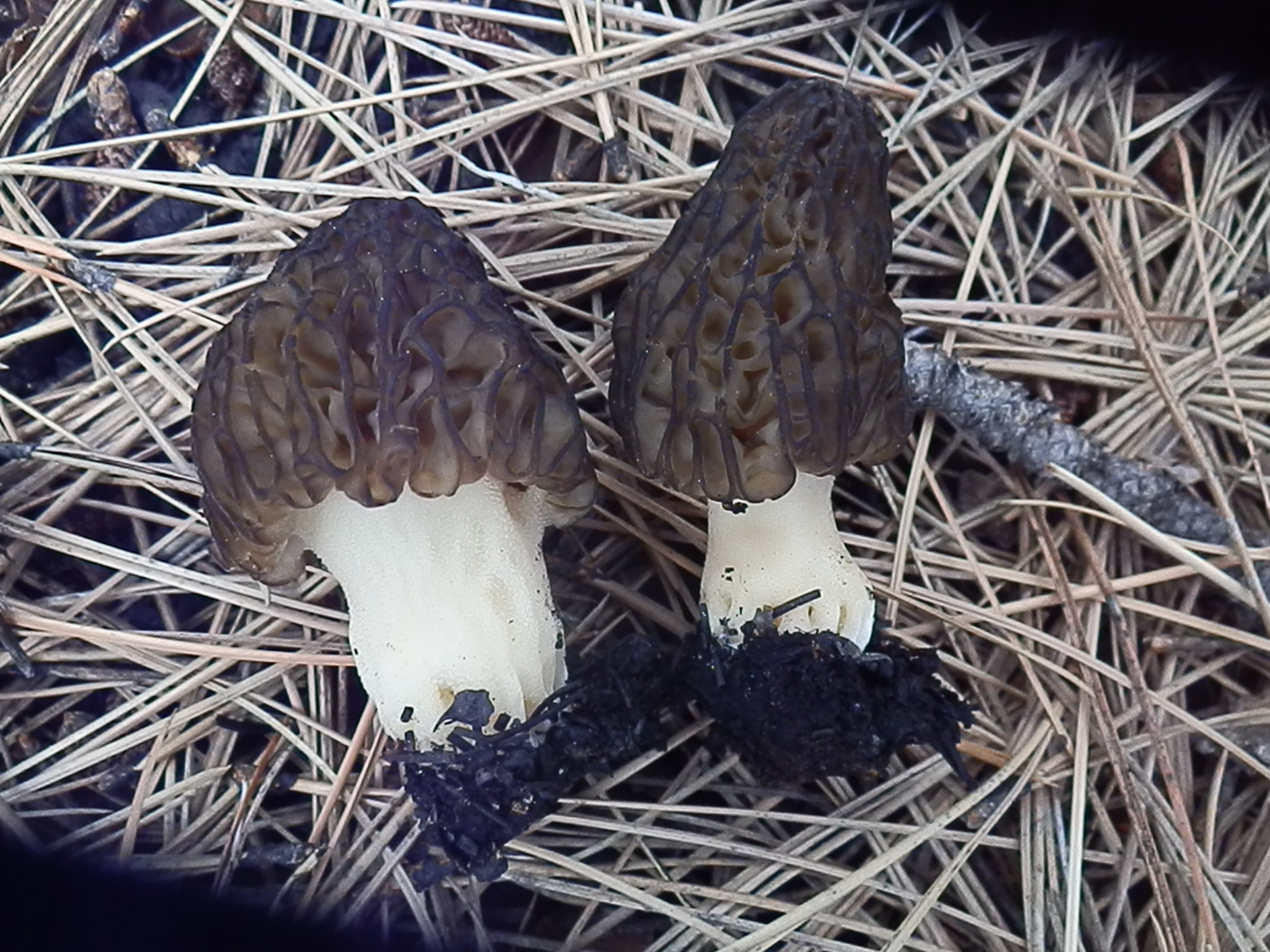
Morchella eximia
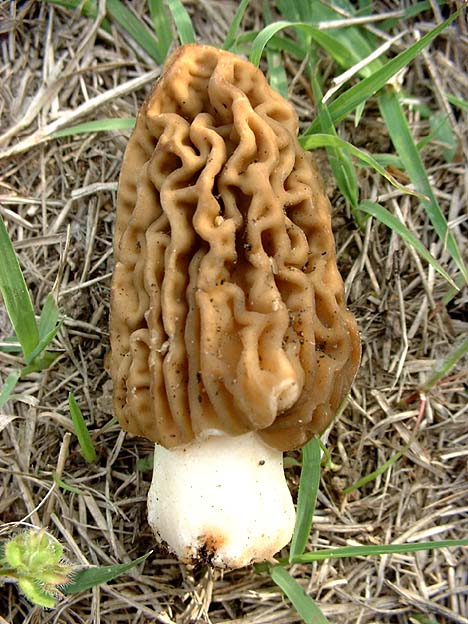
Morchella elatoides
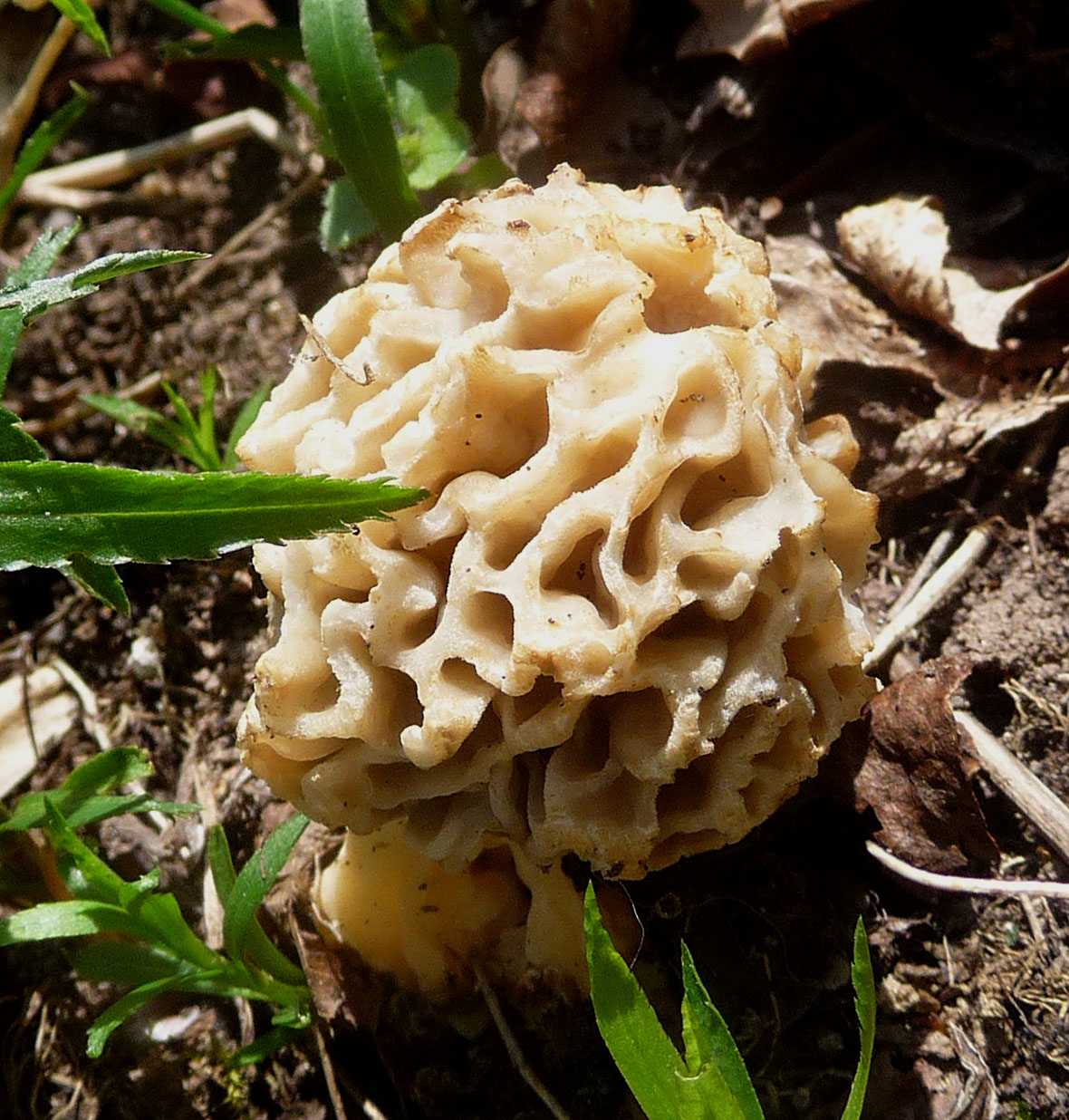
Morchella esculenta
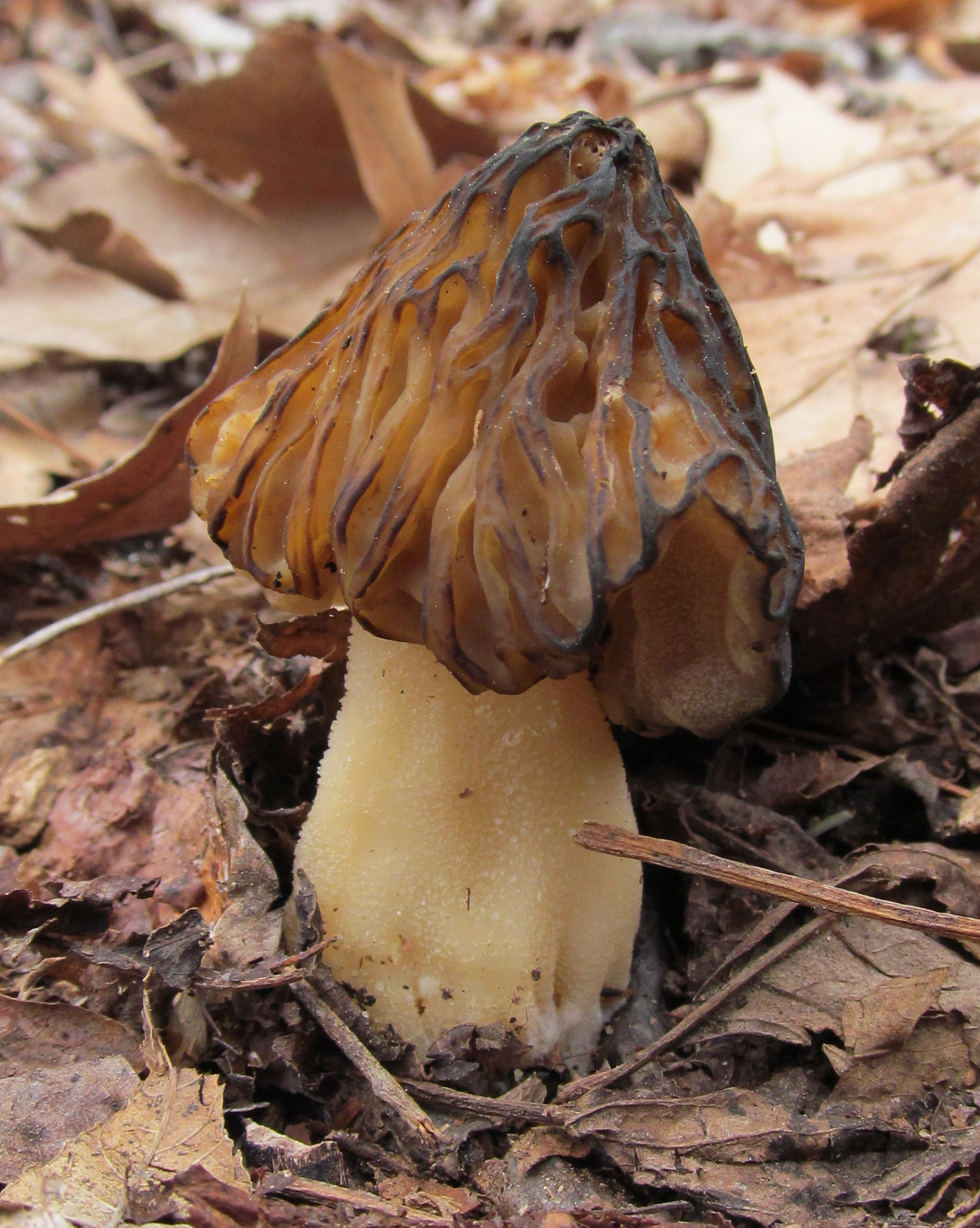
Morchella punctipes

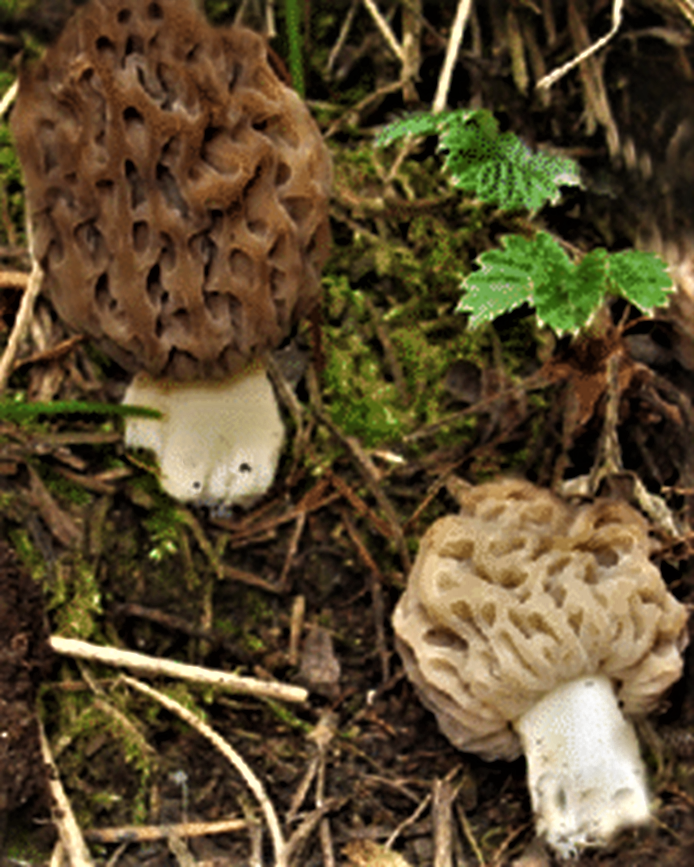
Morchella spongiola
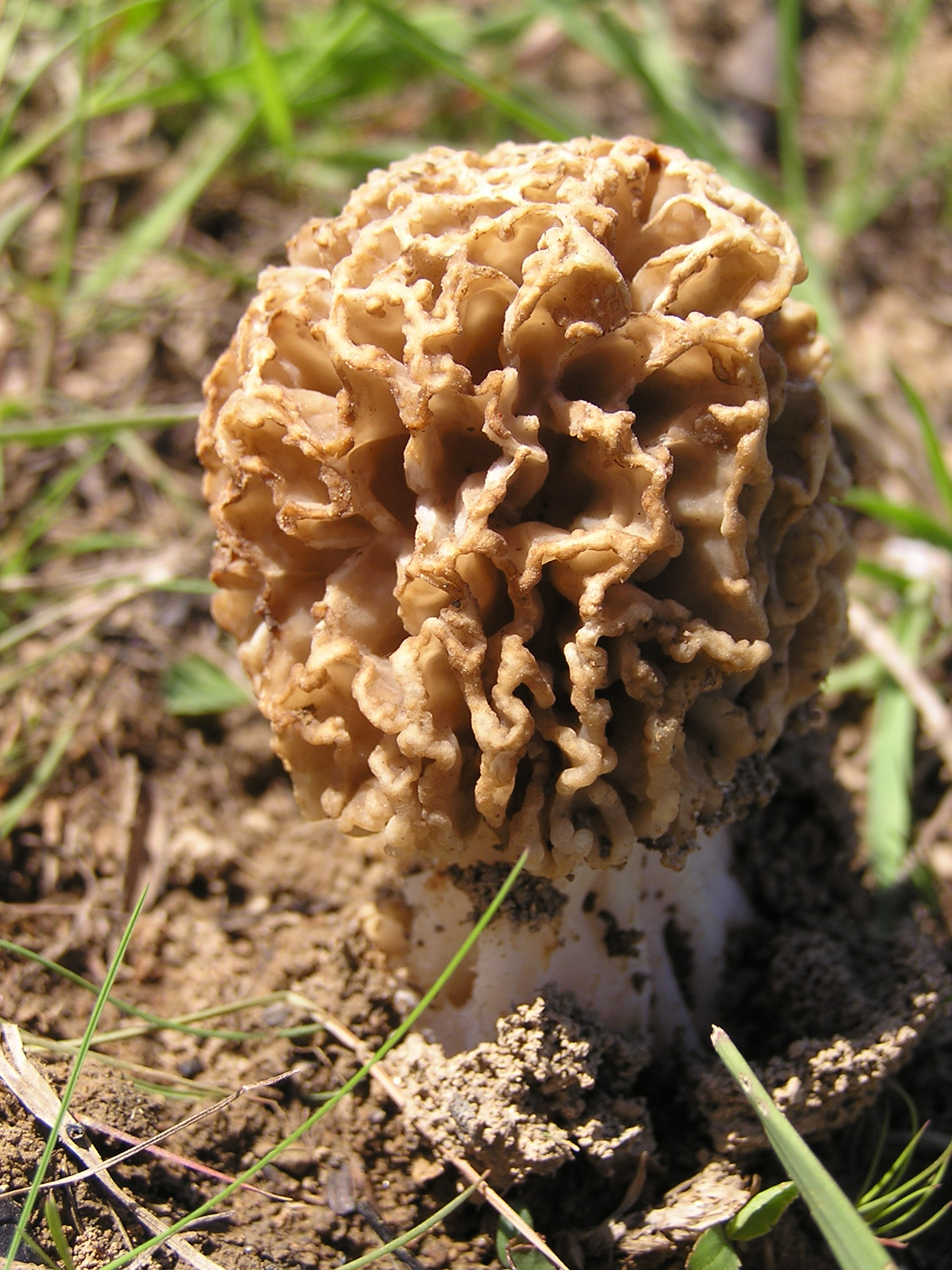
Morchella steppicola
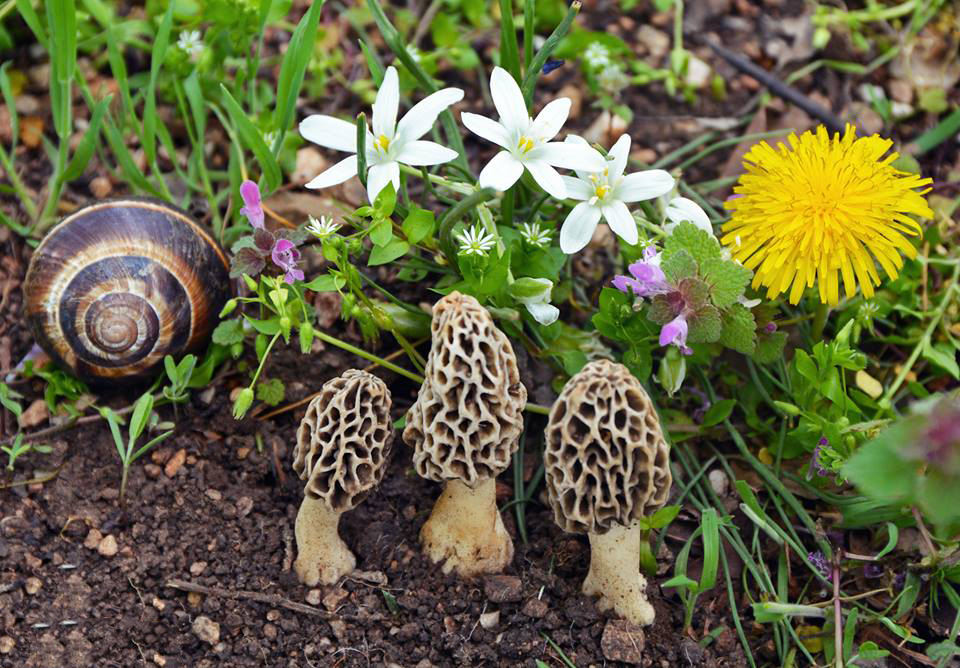
Morchella vulgaris
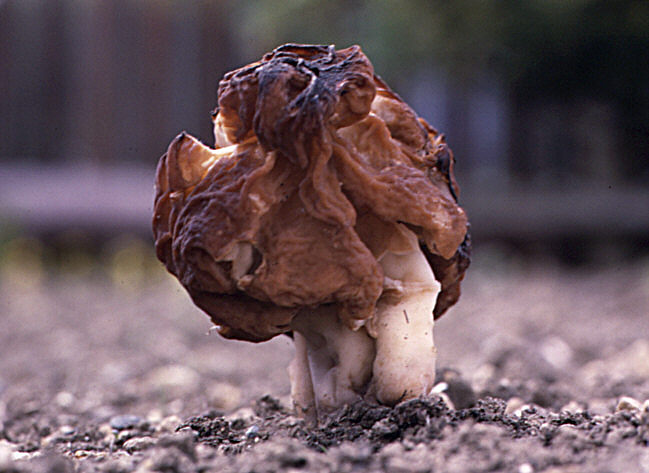
!!!Gyromitra esculenta!!!

## Valorificare

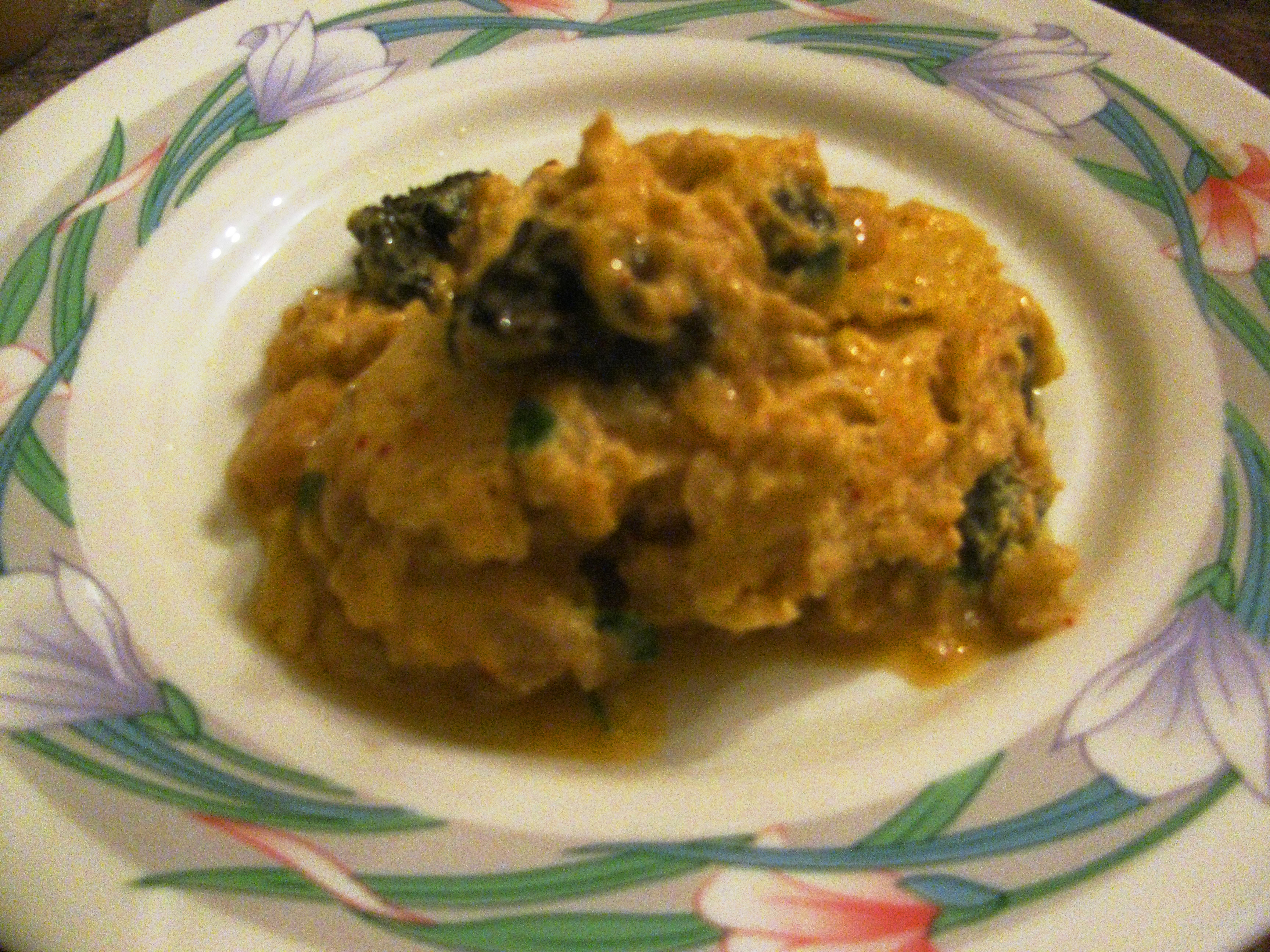
Brouillade cu zbârciogi

Mai întâi trebuie menționat că zbârciogul de grădină nu poate fi mâncat crud pentru că conține puțină hidrazină care se dizolvă în timpul fierberii (astfel ca toți zbârciogii). De asemenea, consumat în porții mari, poate crea reacții neplăcute la persoane sensibile, pentru că buretele este cam greu de digerat.
Morchella tridentina este de calitate gastronomică foarte bună. Ea poate fi pregătită ca ciulama,, alături de legume, dar nu împreună cu alte ciuperci (din cauza gustului și mirosului specific) sau ca sos, servit cu carne albă (pui, curcan, porumbel, vițel). Se și potrivește la o mâncare de creier (porc, vițel), cu raci, scoici, melci sau ca foietaj cu șuncă sau într-o plăcintă (de exemplu „pe modul reginei” ,cu carne de vițel sau pui). Exemplare mai mari pot fi prăjite ca un șnițel sau umplute cu carne, după ce au fost blanșate.
Uscați  și preparați după înmuiat, bureții dezvoltă un gust și miros mai intensiv (folosiți și apa de înmuiat filtrată printr-o sită). La acest burete se poate folosi și piciorul.

## Bibiliografie
- Luigi Belli, Aldobrando De Angelis: „Libro Funghi e Tartufi - Regione Umbria”, Editura Regione Umbria - Gruppo Micologico Ternano, Perugia 2013
- Giacomo Bresadola: „Fungi tridentini novi vel nondum delineati et iconibus illustrati”, vol. 2, Editura J. Zippel, Trento 1892, p. 257-259 (în limba latină)
- Bruno Cetto, volumele 1-3 (vezi la note)
- E. Jacquetant: „Les Morilles”, Editura La Bibliothèque des Arts, Paris 1984
- Pier Andrea Saccardo: „Sylloge fungorum omnium hucusque cognitorum”, vol. 16, Editura R Friedländer & Sohn, Berlin 1902
- Karl Wilhelm Dalla Torre: „Flora der Gefürsteten Grafshaft Tirol, des Landes Vorarlberg und des Fürstenthumes Liechtenstein”, volumul: „Die Pilze (Fungi) von Tirol, Vorarlberg und Liechtenstein”, Editura Wagner'sche Universitäts-Buchhandlung, Innsbruck 1905
- Meinhard Michael Moser: „Kleine Kryptogamenflora der Pilze - Partea a.: „Höhere Phycomyceten und Ascomyceten”, Editura G. Fischer, Jena 1950